# Premiership Rugby 2003-2004
Premiership Rugby 2003-04 fu il 17º campionato nazionale inglese di rugby a 15 di prima divisione.
Si tenne dal 12 settembre 2003 al 29 maggio 2004 tra 12 squadre, che si incontrarono nella stagione regolare a girone unico che designò le tre contendenti ai play-off per il titolo finale.
Il torneo fu noto come Zurich Premiership a seguito di accordo di naming stipulato ad agosto 2000 con il gruppo assicurativo svizzero Zurich.
Come nella passata stagione, la capolista della stagione regolare (in tale occasione Bath) attese in finale la vincente di un play-off di semifinale tra la seconda e la terza classificata; di nuovo, a vincere tale confronto fu la campione uscente London Wasps, che raggiunse la sua seconda finale consecutiva senza avere mai trascorso una giornata in testa alla classifica in entrambi i campionati; la finale a Twickenham, di nuovo, fu appannaggio del Wasps che vinse di stretto margine 10-6 grazie a una meta di Stuart Abbott a un quarto d'ora dalla fine.
A retrocedere in National Division One, la seconda divisione inglese, fu invece il Rotherham.
Leicester e Saracens subirono un punto ciascuno di penalizzazione in classifica per avere entrambe schierato un giocatore in situazione irregolare di idoneità al tesseramento.
Il torneo della Zurich Wildcard e il conseguente posto in Heineken Cup furono appannaggio del Leicester, vincitore 48-27 sul Sale Sharks a Twickenham, nello stesso stadio in cui, due ore e mezzo più tardi, si tenne la finale per il titolo; il citato Sale Sharks, benché sconfitto in semifinale da Gloucester, lo aveva rimpiazzato in finale perché quest'ultimo, nelle more della disputa della partita decisiva, aveva guadagnato automaticamente la qualificazione alla Heineken Cup 2004-05 grazie al posto lasciato libero dal London Wasps vincitore dell'edizione 2003-04 della stessa competizione e, quindi, qualificato a prescindere dalla posizione in classifica nel campionato inglese.
Il valore delle marcature, come stabilito dall’IRFB nel 1992, era: 5 punti per ciascuna meta (7 se trasformata), 3 punti per la realizzazione di ciascun calcio piazzato, idem per il drop.

## Squadre partecipanti
- Bath
- Gloucester
- Harlequins (Londra)
- Leeds Tykes
- Leicester
- London Irish (Londra)
- London Wasps (Londra)
- Newcastle (Newcastle upon Tyne)
- Northampton
- Rotherham
- Sale Sharks (Sale)
- Saracens (Londra)

## Stagione regolare

### Risultati
|            | 1ª giornata               |       |
| ---------- | ------------------------- | ----- |
| 12-9-2003  | Sale Sharks – Northampton | 37-37 |
| 13-9-2003  | Harlequins – Wasps        | 33-27 |
| 13-9-2003  | Gloucester – Rotherham    | 22-8  |
| 13-9-2003  | Leicester – London Irish  | 29-19 |
| 14-9-2003  | Leeds – Bath              | 32-44 |
| 14-9-2003  | Newcastle – Saracens      | 20-25 |
|            |                           |       |
|            | 4ª giornata               |       |
| 4-10-2003  | Leicester – Sale Sharks   | 16-22 |
| 4-10-2003  | Rotherham – Northampton   | 13-42 |
| 5-10-2003  | Wasps – Bath              | 19-20 |
| 5-10-2003  | London Irish – Leeds      | 31-16 |
| 5-10-2003  | Newcastle – Gloucester    | 42-22 |
| 5-10-2003  | Saracens – Harlequins     | 39-33 |
|            |                           |       |
|            | 7ª giornata               |       |
| 25-10-2003 | Newcastle – Bath          | 19-17 |
| 25-10-2003 | Gloucester – Leeds        | 24-19 |
| 25-10-2003 | Leicester – Northampton   | 15-32 |
| 25-10-2003 | Harlequins – Sale Sharks  | 21-30 |
| 26-10-2003 | London Irish – Rotherham  | 47-26 |
| 26-10-2003 | Saracens – Wasps          | 3-42  |
|            |                           |       |
|            | 10ª giornata              |       |
| 21-11-2003 | Wasps – Gloucester        | 20-12 |
| 21-11-2003 | Sale Sharks – Saracens    | 33-3  |
| 22-11-2003 | Bath – Harlequins         | 18-10 |
| 22-11-2003 | Northampton – Leeds       | 48-24 |
| 22-11-2003 | Rotherham – Leicester     | 17-27 |
| 23-11-2003 | London Irish – Newcastle  | 15-19 |
|            |                           |       |
|            | 13ª giornata              |       |
| 27-12-2003 | Gloucester – Harlequins   | 18-17 |
| 27-12-2003 | Leicester – Leeds         | 39-11 |
| 27-12-2003 | Sale Sharks – Rotherham   | 35-7  |
| 27-12-2003 | Saracens – Bath           | 15-24 |
| 27-12-2003 | London Irish – Wasps      | 19-34 |
| 28-12-2003 | Newcastle – North. Saints | 23-19 |
|            |                           |       |
|            | 16ª giornata              |       |
| 14-2-2004  | Rotherham – Wasps         | 20-27 |
| 14-2-2004  | Gloucester – Sale Sharks  | 38-12 |
| 15-2-2004  | Saracens – Northampton    | 18-22 |
| 15-2-2004  | Newcastle – Leeds         | 25-28 |
| 19-3-2004  | Leicester – Harlequins    | 30-21 |
| 21-3-2004  | London Irish – Bath       | 20-21 |
|            |                           |       |
|            | 19ª giornata              |       |
| 2-4-2004   | Rotherham – Leeds         | 20-34 |
| 3-4-2004   | Bath – Sale Sharks        | 16-12 |
| 3-4-2004   | Saracens – Gloucester     | 8-16  |
| 4-4-2004   | London Irish – Harlequins | 15-15 |
| 4-4-2004   | Wasps – Northampton       | 31-5  |
| 4-4-2004   | Newcastle – Leicester     | 25-25 |
|            |                           |       |
|            | 22ª giornata              |       |
| 8-5-2004   | Bath – Gloucester         | 41-7  |
| 8-5-2004   | Leeds – Sale Sharks       | 20-31 |
| 8-5-2004   | London Irish – Saracens   | 14-20 |
| 8-5-2004   | Wasps – Leicester         | 17-48 |
| 8-5-2004   | Northampton – Harlequins  | 18-17 |
| 8-5-2004   | Rotherham – Newcastle     | 20-26 |

|            | 2ª giornata                |       |
| ---------- | -------------------------- | ----- |
| 20-9-2003  | Bath – Northampton         | 24-6  |
| 20-9-2003  | Rotherham – Harlequins     | 15-43 |
| 21-9-2003  | London Irish – Gloucester  | 16-10 |
| 21-9-2003  | Wasps – Leeds              | 33-10 |
| 21-9-2003  | Newcastle – Sale Sharks    | 9-8   |
| 21-9-2003  | Saracens – Leicester       | 19-19 |
|            |                            |       |
|            | 5ª giornata                |       |
| 10-10-2003 | Sale Sharks – Wasps        | 33-37 |
| 11-10-2003 | Bath – Rotherham           | 47-3  |
| 11-10-2003 | Gloucester – Leicester     | 24-3  |
| 11-10-2003 | Harlequins – Newcastle     | 18-11 |
| 11-10-2003 | Northampton – London Irish | 24-30 |
| 12-10-2003 | Leeds – Saracens           | 41-31 |
|            |                            |       |
|            | 8ª giornata                |       |
| 31-10-2003 | Sale Sharks – London Irish | 26-28 |
| 31-10-2003 | Leeds – Harlequins         | 16-30 |
| 1-11-2003  | Bath – Leicester           | 31-17 |
| 1-11-2003  | Northampton – Gloucester   | 30-17 |
| 1-11-2003  | Rotherham – Saracens       | 12-25 |
| 2-11-2003  | Wasps – Newcastle          | 30-26 |
|            |                            |       |
|            | 11ª giornata               |       |
| 29-11-2003 | Newcastle – Wasps          | 20-23 |
| 29-11-2003 | Gloucester – Northampton   | 28-20 |
| 29-11-2003 | Leicester – Bath           | 12-13 |
| 29-11-2003 | Harlequins – Leeds         | 9-16  |
| 30-11-2003 | London Irish – Sale Sharks | 9-3   |
| 30-11-2003 | Saracens – Rotherham       | 29-10 |
|            |                            |       |
|            | 14ª giornata               |       |
| 1-1-2004   | Saracens – Leeds           | 27-3  |
| 3-1-2004   | Leicester – Gloucester     | 18-28 |
| 4-1-2004   | Newcastle – Harlequins     | 25-29 |
| 4-1-2004   | London Irish – Northampton | 15-36 |
| 4-1-2004   | Wasps – Sale Sharks        | 26-10 |
| 4-1-2004   | Rotherham – Bath           | 18-34 |
|            |                            |       |
|            | 17ª giornata               |       |
| 21-2-2004  | Bath – Leeds               | 22-13 |
| 21-2-2004  | London Irish – Leicester   | 9-22  |
| 21-2-2004  | Northampton – Sale Sharks  | 51-12 |
| 22-2-2004  | Rotherham – Gloucester     | 21-35 |
| 22-2-2004  | Saracens – Newcastle       | 32-27 |
| 22-2-2004  | Wasps – Harlequins         | 22-21 |
|            |                            |       |
|            | 20ª giornata               |       |
| 16-4-2004  | Leicester – Saracens       | 38-10 |
| 16-4-2004  | Harlequins – Rotherham     | 43-20 |
| 18-4-2004  | Northampton – Bath         | 16-6  |
| 18-4-2004  | Leeds – Wasps              | 7-11  |
| 18-4-2004  | Gloucester – London Irish  | 28-13 |
| 23-4-2004  | Sale Sharks – Newcastle    | 41-16 |

|            | 3ª giornata               |       |
| ---------- | ------------------------- | ----- |
| 26-9-2003  | Leicester – Newcastle     | 28-21 |
| 26-9-2003  | Sale Sharks – Bath        | 9-14  |
| 26-9-2003  | Leeds – Rotherham         | 23-13 |
| 27-9-2003  | Gloucester – Saracens     | 30-7  |
| 27-9-2003  | Harlequins – London Irish | 15-10 |
| 27-9-2003  | Northampton – Wasps       | 27-17 |
|            |                           |       |
|            | 6ª giornata               |       |
| 17-10-2003 | Rotherham – Sale Sharks   | 14-28 |
| 18-10-2003 | Harlequins – Gloucester   | 0-16  |
| 18-10-2003 | North. Saints – Newcastle | 33-20 |
| 19-10-2003 | Bath – Saracens           | 25-3  |
| 19-10-2003 | Leeds – Leicester         | 39-18 |
| 19-10-2003 | Wasps – London Irish      | 22-15 |
|            |                           |       |
|            | 9ª giornata               |       |
| 8-11-2003  | Sale Sharks – Leeds       | 37-21 |
| 8-11-2003  | Gloucester – Bath         | 14-20 |
| 8-11-2003  | Leicester – Wasps         | 32-22 |
| 8-11-2003  | Harlequins – Northampton  | 43-21 |
| 9-11-2003  | Newcastle – Rotherham     | 56-10 |
| 9-11-2003  | Saracens – London Irish   | 31-34 |
|            |                           |       |
|            | 12ª giornata              |       |
| 19-12-2003 | Sale Sharks – Harlequins  | 27-27 |
| 19-12-2003 | Rotherham – London Irish  | 10-15 |
| 20-12-2003 | Bath – Newcastle          | 20-10 |
| 20-12-2003 | Northampton – Leicester   | 14-0  |
| 20-12-2003 | Leeds – Gloucester        | 22-18 |
| 21-12-2003 | Wasps – Saracens          | 41-0  |
|            |                           |       |
|            | 15ª giornata              |       |
| 6-2-2004   | Sale Sharks – Leicester   | 3-3   |
| 6-2-2004   | Leeds – London Irish      | 9-16  |
| 7-2-2004   | Bath – Wasps              | 6-10  |
| 7-2-2004   | Gloucester – Newcastle    | 36-12 |
| 7-2-2004   | Harlequins – Saracens     | 12-10 |
| 7-2-2004   | Northampton – Rotherham   | 18-8  |
|            |                           |       |
|            | 18ª giornata              |       |
| 26-3-2004  | Sale Sharks – Gloucester  | 38-20 |
| 27-3-2004  | Bath – London Irish       | 23-21 |
| 27-3-2004  | Harlequins – Leicester    | 20-23 |
| 27-3-2004  | Northampton – Saracens    | 24-3  |
| 28-3-2004  | Leeds – Newcastle         | 30-30 |
| 28-3-2004  | Wasps – Rotherham         | 39-11 |
|            |                           |       |
|            | 21ª giornata              |       |
| 1-5-2004   | Gloucester – Wasps        | 28-25 |
| 1-5-2004   | Leicester – Rotherham     | 75-13 |
| 2-5-2004   | Harlequins – Bath         | 25-22 |
| 2-5-2004   | Leeds – Northampton       | 15-31 |
| 2-5-2004   | Newcastle – London Irish  | 15-16 |
| 2-5-2004   | Saracens – Sale Sharks    | 39-23 |

### Classifica
| Pos | Squadra      | G  | V  | N | P  | PF  | PS  | DP   | BMP | Pt |
| --- | ------------ | -- | -- | - | -- | --- | --- | ---- | --- | -- |
| 1   | Bath         | 22 | 18 | 0 | 4  | 508 | 311 | +197 | 7   | 79 |
| 2   | London Wasps | 22 | 16 | 0 | 6  | 575 | 406 | +169 | 9   | 73 |
| 3   | Northampton  | 22 | 15 | 1 | 6  | 574 | 416 | +158 | 8   | 70 |
| 4   | Gloucester   | 22 | 14 | 0 | 8  | 491 | 412 | +79  | 7   | 63 |
| 5   | Leicester    | 22 | 11 | 3 | 8  | 537 | 430 | +107 | 5   | 55 |
| 6   | Harlequins   | 22 | 10 | 2 | 10 | 502 | 449 | +53  | 10  | 54 |
| 7   | Sale Sharks  | 22 | 9  | 3 | 10 | 510 | 472 | +38  | 11  | 53 |
| 8   | London Irish | 22 | 10 | 1 | 11 | 427 | 454 | −27  | 7   | 49 |
| 9   | Newcastle    | 22 | 7  | 2 | 13 | 497 | 525 | −28  | 13  | 45 |
| 10  | Saracens     | 22 | 8  | 1 | 13 | 397 | 543 | −146 | 5   | 39 |
| 11  | Leeds Tykes  | 22 | 7  | 1 | 14 | 449 | 588 | −139 | 7   | 37 |
| 12  | Rotherham    | 22 | 0  | 0 | 22 | 309 | 770 | −461 | 3   | 3  |

## Play-off
|  | Semifinale | Semifinale   | Semifinale   |              |      | Finale | Finale | Finale |  |
|  |            |              |              |              |      |        |        |        |  |
|  | 2          | London Wasps | 57           |              |      |        |        |        |  |
|  | 2          | London Wasps | 57           |              |      |        |        |        |  |
|  | 3          | Northampton  | 20           |              |      |        |        |        |  |
|  | 3          | Northampton  | 20           |              | Bath | Bath   | 6      |        |  |
|  |            |              |              |              | Bath | Bath   | 6      |        |  |
|  |            |              | London Wasps | London Wasps | 10   |        |        |        |  |

### Semifinale
| Arbitro: | Chris White (Cheltenham) |

|                                                    |      |              |
| Voyce (2) Dallaglio (2) Erinle Abbott Volley Payne | mt   | Blowers Beal |
| v. Gisbergen (7)                                   | tr   | Drahm (2)    |
| King                                               | c.p. | Reihana (2)  |

### Finale
| Arbitro: | Chris White (Cheltenham) |

| |              | |
| | mt           | 64’ Abbott |
| | tr           | 64’ v. Gisbergen |
| Malone 7’ | c.p.         | |
| Malone 51’ | drop         | 41’ King |
| · Catt · Higgins · 77’ Tindall · Fleck · Crockett · Malone · 80’ M. Wood · Barnes · Humphreys · 48’ Bell · Borthwick · 80’ Grewcock · Beattie · 80’ Lipman · Feau’nati | Formazioni   | · v. Gisbergen · Lewsey · Waters 79’ · Abbott · Voyce · King · Howley · Payne · Leota 62’ · Green · Shaw · Birkett · Worsley · Volley · Dallaglio |
| · 48’ Stevens · 54’ Mears · 77’ Barkley · 80’ Fidler · 80’ Martens · 80’ Scaysbrook                                                                                    | Sostituzioni | · Gotting 62’ · Denney 79’ |
| John Connolly | Allenatori   | Warren Gatland |

## Zurich wildcard
|  | Semifinali | Semifinali  | Semifinali |           |             | Finale Wildcard | Finale Wildcard | Finale Wildcard |  |
|  |            |             |            |           |             |                 |                 |                 |  |
|  | 4          | Gloucester  | 44         |           |             |                 |                 |                 |  |
|  | 4          | Gloucester  | 44         |           |             |                 |                 |                 |  |
|  | 7          | Sale Sharks | 35         |           |             |                 |                 |                 |  |
|  | 7          | Sale Sharks | 35         |           | Sale Sharks | Sale Sharks     | 27              |                 |  |
|  |            |             |            |           | Sale Sharks | Sale Sharks     | 27              |                 |  |
|  |            |             | Leicester  | Leicester | 48          |                 |                 |                 |  |
|  | 5          | Leicester   | Leicester  | Leicester | 48          | 43              |                 |                 |  |
|  | 5          | Leicester   |            |           |             |                 |                 |                 |  |
|  | 6          | Harlequins  | 26         |           |             |                 |                 |                 |  |

### Semifinali
| Arbitro: | Roy Maybank (Kent) |

|                            |      |                                 |
| Hazell Garvey Fanolua Todd | mt   | J. Robinson (3) Hanley C. Jones |
| Paul (3)                   | tr   | C. Hodgson Hercus (4)           |
| Paul (6)                   | c.p. |                                 |

| Arbitro: | Steve Lander (Liverpool) |

|                                              |      |                              |
| v.d. Westhuyzen tecnica Back G. Murphy Ellis | mt   | Dunne (2) Monye W. Greenwood |
| An. Goode (3)                                | tr   | Dunne (2) Jarvis             |
| An. Goode (3)                                | c.p. |                              |
| v.d. Westhuyzen                              | drop |                              |

### Finale Wildcard
| Arbitro: | Tony Spreadbury (Bath) |

|                                       |      |                                                      |
| J. Robinson 21’ Hanley 61’ Benton 80’ | mt   | 29’ Healey 40’ Gibson 42’, 80+2’ Lloyd 50’, 69’ Back |
| C. Hodgson 21’, 61’, 80’              | tr   | 29’, 42’, 80+2’ An. Goode                            |
| C. Hodgson 40+1’, 48’                 | c.p. | 3’, 8’, 30’, 63’ An. Goode                           |

## Verdetti
- London Wasps: Campione d'Inghilterra.
- Bath, Northampton, Gloucester, Leicester, Harlequins, Newcastle: qualificate alla Heineken Cup 2004-05[9]
- Sale Sharks, London Irish, Newcastle, Saracens, Leeds Tykes: qualificate alla Challenge Cup 2004-05.
- Rotherham: retrocessa in National Division One 2004-05.